# 鮫ケ地
鮫ケ地（さめがんじ）は、愛知県弥富市の地名。

## 地理

### 河川・池沼
- 善太川
- 宝川

### 交通
- 愛知県道109号子宝愛西線

### 施設
- 神明社
- 鮫ケ地公民館
- 十四山北部処理場

## 歴史

### 沿革
- 江戸時代 - 尾張国海西郡鮫ケ地新田村として所在[1]。
- 1889年（明治22年） - 十四山村大字鮫ケ地新田となる[1]。
- 1986年（昭和61年） - 十四山村大字鮫ケ地新田の一部および同村馬ケ地新田の一部により、同村大字鮫ケ地が成立する[1]。
- 2006年（平成18年）4月1日 -  海部郡十四山村大字鮫ケ地が合併に伴い、弥富市鮫ケ地となる[WEB 6]。

### 人口の変遷
国勢調査による人口および世帯数の推移。
| 1995年（平成7年）  | 82世帯 319人  |  |
| 2000年（平成12年） | 92世帯 320人  |  |
| 2005年（平成17年） | 98世帯 324人  |  |
| 2010年（平成22年） | 112世帯 347人 |  |
| 2015年（平成27年） | 112世帯 351人 |  |
| 2020年（令和2年）  | 109世帯 307人 |  |

### WEB
1. 1 2  総務省統計局 (2022年2月10日). “令和2年国勢調査の調査結果(e-Stat) - 男女別人口，外国人人口及び世帯数－町丁・字等” (CSV). 2023年8月2日閲覧。
2. ↑  “愛知県弥富市の町丁・字一覧”.   人口統計ラボ. 2022年12月12日閲覧。
3. ↑  “読み仮名データの促音・拗音を小書きで表記するもの(zip形式) 愛知県” (zip).   日本郵便 (2024年2月29日). 2024年3月26日閲覧。
4. ↑  “市外局番の一覧” (PDF).   総務省 (2022年3月1日). 2022年3月22日閲覧。
5. ↑  “ナンバープレートについて”.   一般社団法人愛知県自動車会議所. 2024年1月21日閲覧。
6. ↑  “愛知県弥富市の郵便番号一覧”.   日本郵便. 2022年12月12日閲覧。
7. ↑  総務省統計局 (2014年3月28日). “平成7年国勢調査の調査結果(e-Stat) - 男女別人口及び世帯数 －町丁・字等” (CSV). 2021年7月20日閲覧。
8. ↑  総務省統計局 (2014年5月30日). “平成12年国勢調査の調査結果(e-Stat) - 男女別人口及び世帯数 －町丁・字等” (CSV). 2021年7月20日閲覧。
9. ↑  総務省統計局 (2014年6月27日). “平成17年国勢調査の調査結果(e-Stat) - 男女別人口及び世帯数 －町丁・字等” (CSV). 2021年7月21日閲覧。
10. ↑  総務省統計局 (2012年1月20日). “平成22年国勢調査の調査結果(e-Stat) - 男女別人口及び世帯数 －町丁・字等” (CSV). 2021年7月21日閲覧。
11. ↑  総務省統計局 (2017年1月27日). “平成27年国勢調査の調査結果(e-Stat) - 男女別人口及び世帯数 －町丁・字等” (CSV). 2021年7月21日閲覧。

### 書籍
1. 1 2 3  「角川日本地名大辞典」編纂委員会 1989, p. 616.